# 라이히스포크트
라이히스포크트(Reichsvogt, 독일어: [ˈʁaɪçsˌfoːkt] ; Imperial Advocate)는 신성로마제국의 왕이 그의 대리인으로 지명한 포크트의 직위를 가리키는 용어이다. 특히 지금의 스위스에서 라이히스포크트는 중세 후기에 매우 영향력 있는 위치였다.

## 기능 및 권리
라이히스포크트는 제국의 권리를 행사하는 신성 로마 제국의 왕의 수호자, 유혈 법원장과 행정관이었다. 여기에는 왕이 직접 통치하는 영토와 제국의 도시와 수도원이 포함되었으며, 그중에는 중세 취리히와 프라우뮌스터 수도원이 포함되어 있으며, 개별 영토나 교회와 수도원이 아닌 왕에게 직접 종속되었다.

## 스위스

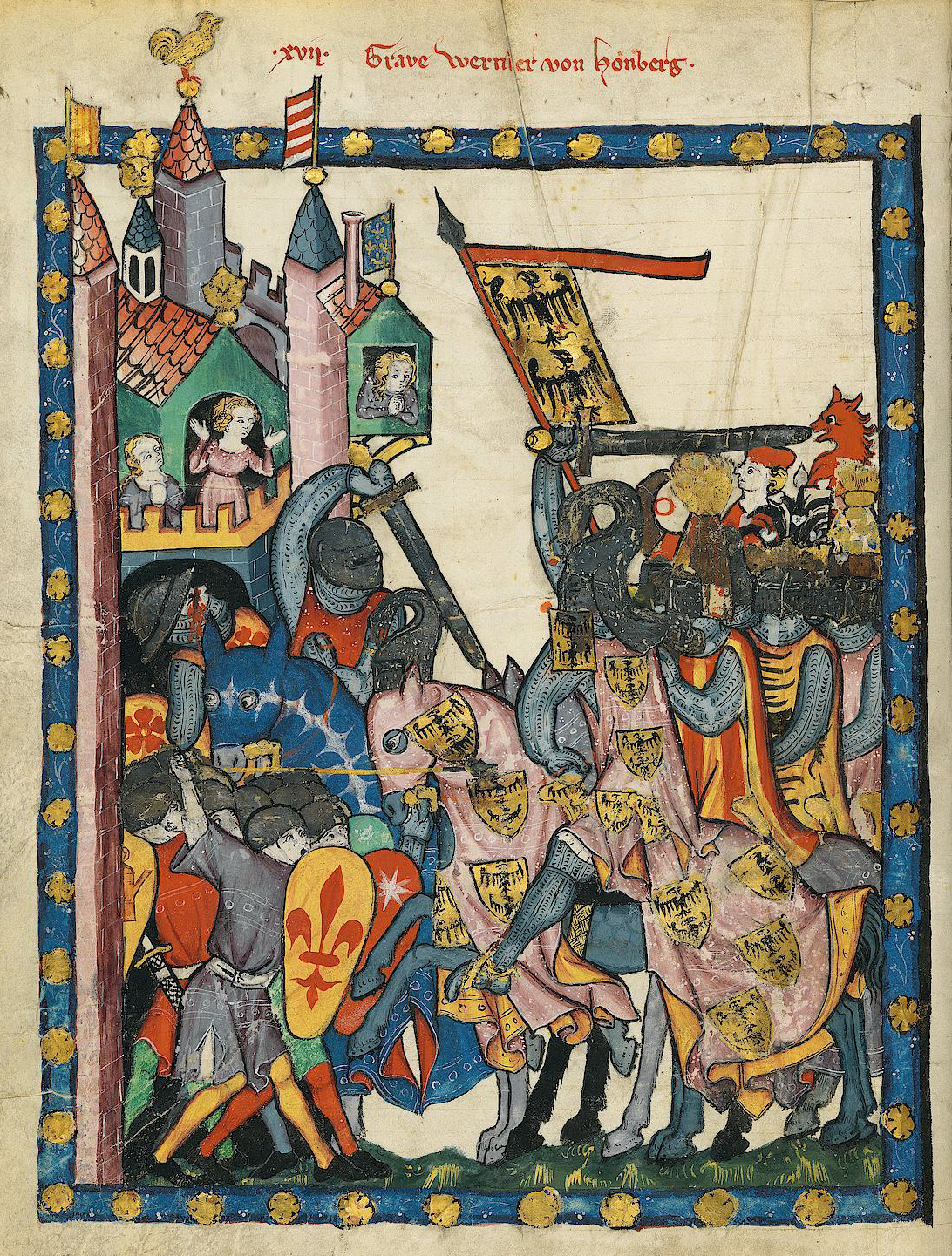
1309년부터 1320년까지 베르너 폰 홈베르크-라퍼스빌 백작, 발트슈테테의 라이히스포크트, 코덱스 마네세, 페이지 43v.

제국령의 도시인 바젤, 베른, 장크트갈렌, 샤프하우젠, 졸로투른, 취리히, 제국령 수도원인 디젠티스 수도원, 아인지델른 수도원, 프라우뮌스터, 그로스뮌스터, 장크트갈렌 수도원의 영토에서 라이히스포크트는 세속적인 법정과 같은 역할을 했다. 이 광대한 제국의 봉토는 특히 구스위스 연방과 스위스 서부에서 왕에게 직접 종속되었다.
12세기까지 후자는 각각 지역 남작에 대한 제국 영지로 분류되었으며, 그중에는 체링겐가, 키부르크가, 라퍼스빌가, 및 토겐부르크 가문이 있었다. 13세기에 제국의 영지는 사보이 왕조와 합스부르크 왕조의 영지로 전파되었으며, 그곳의 관리들은 제국의 권리를 라이히스푀크테(Reichsvögte, 복수형)로 인식했다. 예를 들어 취리히는 1218년에 라이히슈타트(Reichsstadt)라는 지위를 받았다. 제국 도시, 그리고 두 곳의 봉토과 도시의 포크트(Vogt)를 행사하는 도시 시민들로부터 우선적으로 라이히스포크트를 선택했다. 취리히는 대부분 라이히스보그트와 군 판사로 개인 조합을 구성했지만, 13세기 중반부터 도시의 권리는 합스부르크 가문에 의해 점진적으로 축출되었다.
일반적으로 라이히스포크트와 이에 필적하는 슐타이스(Schultheiß)는 관할권 외에도 점점 더 많은 일을 처리했고, 시의회의 수장으로서 시장들에게 다가갔다. 15세기에 라이히스보트 직위는 1400년 취리히, 1415년 장크트갈렌, 1415/29년 샤프하우젠에서 차례로 획득되었으며, 라이히스포크트는 유혈 법정의 의장 또는 집행관이 되었다. 라이히스포크트라는 직위는 19세기 후반까지 장크트갈렌과 아펜첼 인너호덴(1606-1872)에서 살아남았다.

## 같이 보기
- 포크트 (스위스)